# Pulchrisolia maculata
Pulchrisolia maculata är en stekelart som beskrevs av Szabó 1959. Pulchrisolia maculata ingår i släktet Pulchrisolia och familjen gallmyggesteklar. Inga underarter finns listade i Catalogue of Life.